# Division de Tirhut
Tirhut est division territoriale  de l'État du Bihar en Inde. Sa capitale est Muzaffarpur.

## Districts
- Champaran oriental,
- Muzaffarpur,
- Sheohar,
- Sitamarhi,
- Vaishali,
- Champaran occidental